# Thomas Rommelspacher
Thomas Rommelspacher (* 5. März 1947 in Erle, Kreis Borken) ist ein promovierter deutscher Soziologe, habilitierter Planungswissenschaftler und zwischenzeitlicher Politiker (Bündnis 90/Die Grünen).

## Ausbildung und berufliche Tätigkeiten
Nach dem Abitur 1966 studierte Thomas Rommelspacher von 1966 bis 1971 Sozialwissenschaften an der Ruhr-Universität Bochum. Sein Studium schloss er 1971 mit einer Arbeit über den Siedlungsverband Ruhrkohlenbezirk ab. Er arbeitete von 1971 bis 1981 als Stadtplaner und Soziologe in freien Planungsbüros. 1981 promovierte er an der FU Berlin mit einer Arbeit über die Krise des Ruhrgebiets. Rommelspacher war 1982–2000 an der Universität/Gesamthochschule Duisburg, jetzt Duisburg-Essen, als Soziologe mit Schwerpunkt Stadt- und Regionalsoziologie tätig.  1994 habilitierte er sich für das Fachgebiet Planungswissenschaft am Fachbereich Stadtplanung/Landschaftsplanung der Universität/Gesamthochschule Kassel. Von Mai 2005 bis Mai 2011 war Thomas Rommelspacher Bereichsleiter für Planung und stellvertretender Regionaldirektor beim Regionalverband Ruhr (Essen).

## Politik
Thomas Rommelspacher war von 1966 bis 1968 Mitglied der SPD. Seit 1987 ist er Mitglied von Bündnis 90/Die Grünen. 2000 bis 2007 war er Sprecher des Kreisverbandes Essen. Von August 1999 bis Juni 2000 war er Sprecher des Bezirksverbandes Ruhr Bündnis 90/Die Grünen. Von 1985 bis 1999 war er für die Fraktion Bündnis 90/Die Grünen Mitglied des Rates der Stadt Essen.
Rommelspacher war vom 2. Juni 2000 bis 2. Juni 2005 Mitglied des 13. Landtags von Nordrhein-Westfalen, in den er über die Landesliste einzog.  Er ist seit 1969 Mitglied der Gewerkschaft Erziehung und Wissenschaft. Von 2011 bis 2014 war er stellvertretender Vorsitzender und Pressesprecher des Allgemeinen Deutschen Fahrrad-Clubs (ADFC) Nordrhein-Westfalen.

## Publikationen
- Mit Franz-Josef Brüggemeier: Blauer Himmel über der Ruhr. Geschichte der Umwelt im Ruhrgebiet 1840 - 1990, Essen 1992, ISBN 3-88474-364-3.
- Mit Franz-Josef Brüggemeyer (Hrsg.): Besiegte Natur. Geschichte der Umwelt im 19. und 20. Jahrhundert, München 1989 (2. Auflage), ISBN 3-406-32337-5.
- Wenn wir richtig zusammenarbeiten, dann entsteht eine Macht. Zechenhausinitiativen im Ruhrgebiet 1974 - 1981: Struktur u. Perspektiven in e. regionalen Mieterkampf, Bochum 1984, ISBN 3-88663-112-5.
- Die Krise des Ruhrgebiets. Ursachen, Auswirkungen u. staatl. Reaktionen, Diss. West-Berlin 1981.